# Anton Wahledow
Anton Wahledow, född 28 april 1862 i Ramdala, Blekinge län, död 24 juni 1923 i Kalmar, var en svensk ornamentbildhuggare, tecknare och målare.
Han var son till virkeshandlaren Carl Jonsson och Karin Karlsdotter och gift med Maria Pettersson. Wahledow utexaminerades från Slöjdseminariet i Kalmar 1884 och arbetade därefter ett år på Selma Giöbels ateljé i Stockholm. Han studerade vid Tekniska skolan i Stockholm 1886–1887 och var från 1888 verksam med möbelritning, träskulpturer och annan konstslöjd i en egen ateljé i Kalmar. Han anställdes 1896 som lärare i frihandsteckning och träskulptur vid Kalmar läns tekniska yrkesskola där han kom att utöva ett stort inflytande på yngre konstadepter bland eleverna. Wahledow arbetade i jugend-traditionen. Som tecknare utgav han i tryckt form teckningssamlingarna Kalmar under ett årtusende och Bornholm under ett årtusende. Han medverkade i Sveriges allmänna konstförenings utställningar i Kalmar och en konstutställning på Kalmar slott 1910. 
Han är gravsatt på Södra Kyrkogården i Kalmar.

## Verk i urval
- Dopfunt i Gräsgårds kyrka på Öland
- En brödrabägare i ek, skänkt till frimurarlogen St. Johanneslogen Zorobabel og Fredrik til det Kronede Haap i Köpenhamn. [6] Bägaren är gjord av bordläggningen till det danska linjeskeppet Enigheden som sjönk i Kalmarsund 1679

- Wahledow är representerad vid bland annat Kalmar konstmuseum[7].